# ジャン＝ベルナール・ラシーヌ
ジャン＝ベルナール・ラシーヌ（Jean-Bernard Racine、1940年4月29日 - ）は、ヌーシャテル生まれのスイスの地理学者。ローザンヌ大学 (UNIL) 地理学科の名誉教授。

## 経歴
ラシーヌは、エクス＝マルセイユ・プロヴァンス大学で、1965年に地理学の博士号を得、1973年にはニース大学のイルデベール・イスナールの指導の下、論文「Un type nord-américain d'expansion métropolitaine, la couronne urbaine du grand Montréal（北米型大都市の拡大、大モントリオール都市圏における王冠状都市地域）」により国家博士となった。1965年から1969年までシャーブルック大学教授、1969年から1973年までオタワ大学教授であった。1973年9月にローザンヌ大学地理学科の学科長に任じられ、文学部と経済・経営学部の教員を併任した。引退後、2007年9月からは名誉教授となった。

## 研究業績
ラシーヌは、計量地理学、地理学認識論、社会地理学の専門家である。ブライアン・ベリー、ウォルター・アイザード、ピーター・グールド、デヴィッド・ハーヴェイなどの影響を受け、1973年には『L’Analyse quantitative en géographie（地理学における計量分析）』の共著者となり、1970年代の「新たしい地理学」のフランス語圏における先駆者のひとりとして広く知られるようになった。彼はまた、社会科学の認識論の発展にも貢献し、1981年には『Problématiques de la géographie（地理学の論点）』の共著者となった。1990年代から2000年代には、社会地理学や文化地理学に関する問題に取り組んだ。さらにその後は、都市地理学に取り組み、一方では都市の多数者、他方では都市の弱者を研究するとともに、Pro Infirmis や Pro Senectute Vaud といった団体にもボランティアとして関わっている。

## 受賞
ラシーヌは、1997年にヴォートラン・ルッド国際地理学賞を受賞した。1998年にはルーマニアのヤシ大学から名誉博士号を贈られた